# Robella
Robella é uma comuna italiana da região do Piemonte, província de Asti, com cerca de 562 habitantes. Estende-se por uma área de 12 km², tendo uma densidade populacional de 47 hab/km². Faz fronteira com Brozolo (TO), Cocconato, Montiglio Monferrato, Murisengo (AL), Odalengo Grande (AL), Verrua Savoia (TO).

## Demografia
| Variação demográfica do município entre 1861 e 2011                               |
|                                                                                   |
| Fonte: Istituto Nazionale di Statistica (ISTAT) - Elaboração gráfica da Wikipedia |